# Cliffortia eriocephalina
Cliffortia eriocephalina là loài thực vật có hoa trong họ Hoa hồng. Loài này được Cham. mô tả khoa học đầu tiên.